# Râul Ciungi, Gologanu
Râul Ciungi este un curs de apă, afluent al râului Gologanu. 